# Carisey
Carisey és un municipi francès, situat al departament del Yonne i a la regió de Borgonya - Franc Comtat. L'any 2007 tenia 380 habitants.

## Demografia

### Població
El 2007 la població de fet de Carisey era de 380 persones. Hi havia 105 famílies, de les quals 28 eren unipersonals (16 homes vivint sols i 12 dones vivint soles), 24 parelles sense fills, 49 parelles amb fills i 4 famílies monoparentals amb fills.
La població ha evolucionat segons el següent gràfic:
Habitants censats

### Habitatges
El 2007 hi havia 150 habitatges, 118 eren l'habitatge principal de la família, 25 eren segones residències i 6 estaven desocupats. 141 eren cases i 8 eren apartaments. Dels 118 habitatges principals, 96 estaven ocupats pels seus propietaris, 16 estaven llogats i ocupats pels llogaters i 6 estaven cedits a títol gratuït; 7 tenien dues cambres, 21 en tenien tres, 37 en tenien quatre i 53 en tenien cinc o més. 82 habitatges disposaven pel capbaix d'una plaça de pàrquing. A 51 habitatges hi havia un automòbil i a 57 n'hi havia dos o més.

### Piràmide de població
La piràmide de població per edats i sexe el 2009 era:
| Homes | Edats   | Dones |
| ----- | ------- | ----- |
| 0     | 95 o +  | 8     |
| 0     | 90 a 94 | 12    |
| 8     | 85 a 89 | 20    |
| 4     | 80 a 84 | 20    |
| 8     | 75 a 79 | 8     |
| 4     | 70 a 74 | 0     |
| 8     | 65 a 69 | 8     |
| 4     | 60 a 64 | 8     |
| 4     | 55 a 59 | 0     |
| 16    | 50 a 54 | 8     |
| 4     | 45 a 49 | 12    |
| 4     | 40 a 44 | 12    |
| 8     | 35 a 39 | 4     |
| 24    | 30 a 34 | 8     |
| 0     | 25 a 29 | 16    |
| 12    | 20 a 24 | 4     |
| 12    | 15 a 19 | 4     |
| 8     | 10 a 14 | 0     |
| 8     | 5 a 9   | 8     |
| 4     | 0 a 4   | 16    |

## Economia
El 2007 la població en edat de treballar era de 204 persones, 149 eren actives i 55 eren inactives. De les 149 persones actives 126 estaven ocupades (69 homes i 57 dones) i 22 estaven aturades (11 homes i 11 dones). De les 55 persones inactives 31 estaven jubilades, 12 estaven estudiant i 12 estaven classificades com a «altres inactius».

### Ingressos
El 2009 a Carisey hi havia 119 unitats fiscals que integraven 300 persones, la mediana anual d'ingressos fiscals per persona era de 18.746 €.

### Activitats econòmiques
Dels 8 establiments que hi havia el 2007, 1 era d'una empresa extractiva, 1 d'una empresa alimentària, 1 d'una empresa de construcció, 1 d'una empresa de comerç i reparació d'automòbils, 1 d'una empresa immobiliària, 2 d'empreses de serveis i 1 d'una entitat de l'administració pública.
Dels 2 establiments de servei als particulars que hi havia el 2009, 1 era un guixaire pintor i 1 electricista.
L'únic establiment comercial que hi havia el 2009 era una fleca.
L'any 2000 a Carisey hi havia 5 explotacions agrícoles.

## Equipaments sanitaris i escolars
El 2009 hi havia una escola elemental integrada dins d'un grup escolar amb les comunes properes formant una escola dispersa.

## Poblacions properes
El següent diagrama mostra les poblacions més properes.